# Pandemia de COVID-19 na Suíça
Este artigo documenta os impactos da pandemia de COVID-19 na Suíça e pode não incluir todas as respostas e medidas mais recentes.

## Localização
| Casos de COVID-19 na Suíça por região() | Casos de COVID-19 na Suíça por região()   | Casos de COVID-19 na Suíça por região()   | Casos de COVID-19 na Suíça por região()   | Casos de COVID-19 na Suíça por região()   | Casos de COVID-19 na Suíça por região()   | Casos de COVID-19 na Suíça por região()   | Casos de COVID-19 na Suíça por região()   | Casos de COVID-19 na Suíça por região()   | Casos de COVID-19 na Suíça por região()   | Casos de COVID-19 na Suíça por região()   | Casos de COVID-19 na Suíça por região()   | Casos de COVID-19 na Suíça por região()   | Casos de COVID-19 na Suíça por região()   | Casos de COVID-19 na Suíça por região()   | Casos de COVID-19 na Suíça por região()   | Casos de COVID-19 na Suíça por região()   | Casos de COVID-19 na Suíça por região()   | Casos de COVID-19 na Suíça por região()   | Casos de COVID-19 na Suíça por região()   | Casos de COVID-19 na Suíça por região()   | Casos de COVID-19 na Suíça por região()   | Casos de COVID-19 na Suíça por região()   | Casos de COVID-19 na Suíça por região()   | Casos de COVID-19 na Suíça por região()   | Casos de COVID-19 na Suíça por região()   | Casos de COVID-19 na Suíça por região()   | Casos de COVID-19 na Suíça por região() | Casos de COVID-19 na Suíça por região() | Casos de COVID-19 na Suíça por região() | Casos de COVID-19 na Suíça por região() | Casos de COVID-19 na Suíça por região() |
| Data | Regiões (Cantões) - com casos confirmados | Regiões (Cantões) - com casos confirmados | Regiões (Cantões) - com casos confirmados | Regiões (Cantões) - com casos confirmados | Regiões (Cantões) - com casos confirmados | Regiões (Cantões) - com casos confirmados | Regiões (Cantões) - com casos confirmados | Regiões (Cantões) - com casos confirmados | Regiões (Cantões) - com casos confirmados | Regiões (Cantões) - com casos confirmados | Regiões (Cantões) - com casos confirmados | Regiões (Cantões) - com casos confirmados | Regiões (Cantões) - com casos confirmados | Regiões (Cantões) - com casos confirmados | Regiões (Cantões) - com casos confirmados | Regiões (Cantões) - com casos confirmados | Regiões (Cantões) - com casos confirmados | Regiões (Cantões) - com casos confirmados | Regiões (Cantões) - com casos confirmados | Regiões (Cantões) - com casos confirmados | Regiões (Cantões) - com casos confirmados | Regiões (Cantões) - com casos confirmados | Regiões (Cantões) - com casos confirmados | Regiões (Cantões) - com casos confirmados | Regiões (Cantões) - com casos confirmados | Regiões (Cantões) - com casos confirmados | Casos confirmados                       | Casos confirmados                       | Mortes                                  | Mortes                                  | Referência                              |
| Data | TI                                        | GE                                        | GR                                        | AG                                        | ZH                                        | VD                                        | BS                                        | BE                                        | BL                                        | VS                                        | FR                                        | NE                                        | SZ                                        | ZG                                        | SG                                        | LU                                        | AR                                        | JU                                        | TG                                        | SH                                        | SO                                        | NW                                        | GL                                        | UR                                        | OW                                        | AI                                        | Novos                                   | Total                                   | Novos                                   | Total                                   | Referência                              |
| --- | ----------------------------------------- | ----------------------------------------- | ----------------------------------------- | ----------------------------------------- | ----------------------------------------- | ----------------------------------------- | ----------------------------------------- | ----------------------------------------- | ----------------------------------------- | ----------------------------------------- | ----------------------------------------- | ----------------------------------------- | ----------------------------------------- | ----------------------------------------- | ----------------------------------------- | ----------------------------------------- | ----------------------------------------- | ----------------------------------------- | ----------------------------------------- | ----------------------------------------- | ----------------------------------------- | ----------------------------------------- | ----------------------------------------- | ----------------------------------------- | ----------------------------------------- | ----------------------------------------- | --------------------------------------- | --------------------------------------- | --------------------------------------- | --------------------------------------- | --------------------------------------- |
| 2020-02-25 | 1                                         | -                                         | -                                         | -                                         | -                                         | -                                         | -                                         | -                                         | -                                         | -                                         | -                                         | -                                         |                                           |                                           |                                           |                                           |                                           |                                           |                                           |                                           |                                           |                                           |                                           |                                           |                                           |                                           | 1                                       | 1                                       |                                         |                                         |                                         |
| 2020-02-26 | -                                         | 1                                         | -                                         | -                                         | -                                         | -                                         | -                                         | -                                         | -                                         | -                                         | -                                         | -                                         |                                           |                                           |                                           |                                           |                                           |                                           |                                           |                                           |                                           |                                           |                                           |                                           |                                           |                                           | 1                                       | 2                                       |                                         |                                         |                                         |
| 2020-02-27 | -                                         | -                                         | 2                                         | 1                                         | 1                                         | 1                                         | 1                                         | -                                         | -                                         | -                                         | -                                         | -                                         |                                           |                                           |                                           |                                           |                                           |                                           |                                           |                                           |                                           |                                           |                                           |                                           |                                           |                                           | 5                                       | 7                                       |                                         |                                         |                                         |
| 2020-02-28 | -                                         | 2                                         | -                                         | -                                         | 1                                         | -                                         | -                                         | 1                                         | 1                                         | 1                                         | -                                         | -                                         |                                           |                                           |                                           |                                           |                                           |                                           |                                           |                                           |                                           |                                           |                                           |                                           |                                           |                                           | 5                                       | 13                                      |                                         |                                         |                                         |
| 2020-02-29 | -                                         | 2                                         | 4                                         | -                                         | -                                         | -                                         | -                                         | -                                         | 1                                         | -                                         | -                                         | -                                         |                                           |                                           |                                           |                                           |                                           |                                           |                                           |                                           |                                           |                                           |                                           |                                           |                                           |                                           | 8                                       | 21                                      |                                         |                                         |                                         |
| 2020-03-01 | -                                         | 2                                         | -                                         | -                                         | -                                         | -                                         | -                                         | 1                                         | -                                         | 1                                         | 1                                         | 1                                         |                                           |                                           |                                           |                                           |                                           |                                           |                                           |                                           |                                           |                                           |                                           |                                           |                                           |                                           | 6                                       | 27                                      |                                         |                                         |                                         |
| 2020-03-02 | 1                                         | -                                         | 3                                         | 1                                         | -                                         | -                                         | 2                                         | 2                                         | -                                         | 1                                         | 1                                         | -                                         |                                           |                                           |                                           |                                           |                                           |                                           |                                           |                                           |                                           |                                           |                                           |                                           |                                           |                                           | 12                                      | 39                                      |                                         |                                         |                                         |
| 2020-03-03 | 4                                         | 2                                         | -                                         | 4                                         | 7                                         | 1                                         | -                                         | -                                         | -                                         | -                                         | -                                         | -                                         | 1                                         | 1                                         |                                           |                                           |                                           |                                           |                                           |                                           |                                           |                                           |                                           |                                           |                                           |                                           | 20                                      | 59                                      |                                         |                                         |                                         |
| 2020-03-04 | 9                                         | -                                         | -                                         | 1                                         | -                                         | 6                                         | -                                         | 2                                         | -                                         | 1                                         | 4                                         | 7                                         | 2                                         |                                           | 1                                         |                                           |                                           |                                           |                                           |                                           |                                           |                                           |                                           |                                           |                                           |                                           | 26                                      | 85                                      |                                         |                                         |                                         |
| 2020-03-05 | 3                                         | 4                                         | 2                                         | 2                                         | 10                                        | (*1)                                      | 5                                         | -                                         | 4                                         | 1                                         | 2                                         | 1                                         | -                                         | 2                                         |                                           | 2                                         | 1                                         | 1                                         |                                           |                                           |                                           |                                           |                                           |                                           |                                           |                                           | 38                                      | 123                                     | 1                                       | 1                                       |                                         |
| 2020-03-06 | 19                                        | 5                                         | 2                                         | 3                                         | 7                                         | 14                                        | 9                                         | 11                                        | -                                         | 1                                         | -                                         | 4                                         | 3                                         | 2                                         | 1                                         |                                           |                                           | 1                                         | 1                                         |                                           |                                           |                                           |                                           |                                           |                                           |                                           | 85                                      | 208                                     |                                         | 1                                       |                                         |
| 2020-03-07 | 8                                         | 12                                        | 2                                         | 2                                         | 4                                         | 7                                         | 5                                         | -                                         | 9                                         | 1                                         | -                                         | 5                                         | -                                         | 1                                         |                                           | 2                                         |                                           | 1                                         |                                           |                                           |                                           |                                           |                                           |                                           |                                           |                                           | 55                                      | 263                                     |                                         | 1                                       |                                         |
| 2020-03-08 | 13                                        | 9                                         | 2                                         | -                                         | 7                                         | 17                                        | 7                                         | -                                         | 4(*1)                                     | 5                                         | 2                                         | 6                                         | -                                         | 1                                         | 1                                         | 1                                         |                                           |                                           |                                           |                                           |                                           |                                           |                                           |                                           |                                           |                                           | 89                                      | 352                                     | 1                                       | 2                                       |                                         |
| 2020-03-09 | 10                                        | 9(*1)                                     | -                                         | -                                         | 3                                         | -                                         | 4                                         | 17                                        | 1                                         | 5                                         | -                                         | 3                                         | -                                         |                                           |                                           |                                           | 1                                         |                                           |                                           |                                           | 1                                         |                                           |                                           |                                           |                                           |                                           | 34                                      | 386                                     | 1                                       | 3                                       |                                         |
| 2020-03-10 | 24(*1)                                    | 29(*1)                                    | 1                                         | 3                                         | 9                                         | 84(*1)                                    | 6                                         | -                                         | 2                                         | 5                                         | 2                                         | 4                                         | -                                         |                                           | 4                                         | 1                                         |                                           | 1                                         | 2                                         |                                           |                                           |                                           |                                           |                                           |                                           |                                           | 121                                     | 507                                     | 3                                       | 6                                       |                                         |
| 2020-03-11 | 37                                        | 11                                        | 5                                         | 1                                         | 10                                        | 70(*2)                                    | 10                                        | 7                                         | 4(*1)                                     | 8                                         | 4                                         | 6                                         | 1                                         | 3                                         | 1                                         |                                           |                                           | 1                                         | 1                                         | 1                                         | 2                                         | 3                                         |                                           |                                           |                                           |                                           | 183                                     | 690                                     | 2                                       | 8                                       |                                         |
| 2020-03-12 | 52(*2)                                    | 31                                        | 5                                         | 9                                         | 33                                        | 74                                        | 31(*1)                                    | 10                                        | -                                         | 23                                        | 6                                         | 9                                         | 1                                         |                                           | 4                                         |                                           |                                           | 2                                         | 1                                         |                                           | 3                                         |                                           |                                           | 2                                         |                                           |                                           | 299                                     | 989                                     | 4                                       | 12                                      |                                         |
| 2020-03-13 | 31                                        | 67                                        | 11                                        | 5                                         | 48                                        | 18                                        | 21                                        | 11                                        | 16                                        | 23(*1)                                    | 7                                         | 13                                        | 1                                         |                                           | 5                                         | 10                                        | 3                                         |                                           |                                           |                                           | 1                                         | 1                                         |                                           | -                                         | 7                                         |                                           | 285                                     | 1274                                    | 1                                       | 13                                      |                                         |
| 2020-03-14 | 54(*2)                                    | 110                                       | 8                                         | -                                         | -                                         | 58(*1)                                    | 18                                        | 6                                         | 5                                         | 22                                        | 7                                         | 9                                         | -                                         | 7                                         | 1                                         |                                           | 3                                         |                                           |                                           | 2                                         |                                           | 3                                         |                                           | -                                         | 1                                         | 2                                         | 314                                     | 1588                                    | 2                                       | 15                                      |                                         |
| 2020-03-15 | 26(*1)                                    | 103(*2)                                   | -                                         | -                                         | -                                         | 56(*1)                                    | -                                         | 30                                        | 7                                         | 17(*1)                                    | 4                                         | 9                                         | 4                                         |                                           |                                           |                                           |                                           |                                           |                                           |                                           |                                           |                                           |                                           | -                                         |                                           |                                           | 235                                     | 1823                                    | 5                                       | 20                                      |                                         |
| 2020-03-16 | 39(*2)                                    | 89                                        | 51(*1)                                    | 20                                        | 130(*1)                                   | 102(*2)                                   | 25(*3)                                    | 25(*1)                                    | 22                                        | 57(*1)                                    | 5                                         | 19                                        |                                           |                                           |                                           |                                           |                                           |                                           | *                                         |                                           |                                           |                                           |                                           | -                                         |                                           |                                           | 536                                     | 2359                                    | 8                                       | 28                                      |                                         |
| 2020-03-17 | 92(*2)                                    | 134                                       | 27                                        | 15                                        | 24                                        | 100(*2)                                   | 21                                        | -                                         | 13                                        | 52                                        | 14                                        | 21(*1)                                    |                                           |                                           |                                           |                                           |                                           |                                           | 6                                         |                                           |                                           |                                           |                                           | -                                         |                                           |                                           | 482                                     | 2841                                    | 3                                       | 31                                      |                                         |
| 2020-03-18 | 89(*4)                                    | 148(*1)                                   | 48(*1)                                    | 34                                        | 130                                       | 188(*3)                                   | 17                                        | 70                                        | 27                                        | 86(*1)                                    | 27                                        | 32(*1)                                    |                                           |                                           |                                           |                                           | 3                                         |                                           | 9                                         |                                           |                                           |                                           |                                           | 3                                         |                                           | [ 71 ]                                    | 829                                     | 3670                                    | 7                                       | 38                                      |                                         |
| 2020-03-19 | 127(*1)                                   | 220                                       | 43(*2)                                    | 17                                        | 102                                       | 416(*1)                                   | 40                                        | 89                                        | 18                                        | 36(*2)                                    | 25(*1)                                    | 29(*1)                                    |                                           |                                           |                                           |                                           |                                           |                                           | 4                                         |                                           |                                           |                                           |                                           | -                                         |                                           |                                           | 1087                                    | 4757                                    | 5                                       | 43                                      |                                         |
| 2020-03-20 | 196(*7)                                   | 159(*2)                                   | 31(*1)                                    | 50                                        | 247(*2)                                   | 220(*5)                                   | 50                                        | 95                                        | 50(*1)                                    | 87(*1)                                    | 34                                        | 14                                        |                                           |                                           |                                           |                                           |                                           |                                           | 13                                        |                                           |                                           |                                           |                                           | 2                                         |                                           |                                           | 1539                                    | 6296                                    | 18                                      | 61                                      |                                         |
| 2020-03-21 | 83(*6)                                    | 158(*1)                                   | 25                                        | -                                         | -                                         | 244(*2)                                   | 27(*1)                                    | 41(*2)                                    | 98                                        | 62(*3)                                    | 22(*1)                                    | 11(*1)                                    |                                           |                                           |                                           |                                           | (*1)                                      |                                           | 7                                         |                                           |                                           |                                           |                                           | 5                                         |                                           |                                           | 748                                     | 7044                                    | 16                                      | 77                                      |                                         |
| 2020-03-22 | 22(*9)                                    | 149(*1)                                   | 16(*1)                                    | -                                         | -                                         | 106(*1)                                   | 59                                        | -                                         | 7                                         | 38(*2)                                    | 35(*1)                                    | 16                                        |                                           |                                           |                                           |                                           |                                           |                                           | 19                                        |                                           |                                           |                                           |                                           | -                                         |                                           |                                           | 608                                     | 7652                                    | 13                                      | 90                                      |                                         |
| 2020-03-23 | 226(*11)                                  | 148                                       | 43(*1)                                    | 73                                        | 295(*2)                                   | 40(*4)                                    | 18                                        | 52(*2)                                    | 13                                        | 93(*1)                                    | 24(*1)                                    | 31(*1)                                    |                                           |                                           | (*1)                                      |                                           |                                           |                                           | 6                                         |                                           |                                           |                                           |                                           | 10                                        |                                           |                                           | 1326                                    | 8978                                    | 18                                      | 108                                     |                                         |
| 2020-03-24 | 46(*5)                                    | 105(*3)                                   | 50(*2)                                    | 25(*2)                                    | 143                                       | 340(*4)                                   | 38                                        | 62(*1)                                    | 4(*1)                                     | 101(*1)                                   | 29(*1)                                    | 18(*1)                                    |                                           |                                           |                                           |                                           |                                           |                                           | 6(*1)                                     |                                           |                                           |                                           |                                           | 3                                         |                                           |                                           | 361                                     | 9339                                    | 11                                      | 119                                     |                                         |
| 2020-03-25 | 143(*7)                                   | 123(*3)                                   | 39                                        | 53                                        | 152(*2)                                   | 53(*7)                                    | 52(*3)                                    | 92                                        | 35(*1)                                    | 65(*1)                                    | 38(*1)                                    | 15(*3)                                    |                                           |                                           |                                           |                                           | 1(*1)                                     |                                           | 9                                         |                                           |                                           |                                           |                                           |                                           |                                           |                                           | 778                                     | 10117                                   | 13                                      | 132                                     |                                         |
| 2020-03-26 | 47(*7)                                    | 231(*7)                                   | -                                         | 30                                        | 113(*2)                                   | 317(*11)                                  | 39(*4)                                    | 36(*1)                                    | 81                                        | 81(*1)                                    | 16(*5)                                    | 19(*3)                                    | (*1)                                      |                                           |                                           |                                           |                                           |                                           |                                           |                                           |                                           |                                           |                                           |                                           |                                           |                                           |                                         |                                         |                                         |                                         |                                         |
| 2020-03-27 | 287(*9)                                   | 190(*3)                                   | -                                         | 15(*1)                                    | 102(*2)                                   | 213(*1)                                   | 29(*1)                                    | 58(*1)                                    | 44                                        | 94(*4)                                    | 60(*4)                                    | 17(*1)                                    |                                           |                                           |                                           |                                           |                                           |                                           |                                           |                                           |                                           |                                           |                                           |                                           |                                           |                                           |                                         |                                         |                                         |                                         |                                         |
| 2020-03-28 | 39(*11)                                   | 203(*7)                                   | 85(*6)                                    | -                                         | 142(*4)                                   | 191(*7)                                   | 39                                        | 49(*1)                                    | 36(*1)                                    | 49(*4)                                    | 52                                        | 21(*2)                                    | (*1)                                      |                                           |                                           |                                           |                                           |                                           |                                           |                                           |                                           |                                           |                                           |                                           |                                           |                                           |                                         |                                         |                                         |                                         |                                         |
| 2020-03-29 | 110(*6)                                   | 113(*5)                                   | 15(*4)                                    | -                                         | 38                                        | 232(*11)                                  | 36(*2)                                    | 31(*1)                                    | 9                                         | 38(*6)                                    | 21(*1)                                    | 9(*3)                                     |                                           |                                           |                                           |                                           |                                           |                                           |                                           |                                           |                                           |                                           |                                           |                                           |                                           |                                           |                                         |                                         |                                         |                                         |                                         |
| 2020-03-30 | 125(*12)                                  | 211(*5)                                   | 12(*5)                                    | 117(*5)                                   | 116(*6)                                   | 104(*11)                                  | 12                                        | 28(*3)                                    | 28(*1)                                    | 88(*4)                                    | 35(*1)                                    | 32(*3)                                    |                                           |                                           |                                           |                                           |                                           |                                           |                                           |                                           |                                           |                                           |                                           |                                           |                                           |                                           |                                         |                                         |                                         |                                         |                                         |
| 2020-03-31 | 129(*15)                                  | 234(*9)                                   | 44(*4)                                    | 18(*3)                                    | 86(*4)                                    | 193(*7)                                   | 7(*1)                                     | 30(*3)                                    | 22(*3)                                    | 67(*2)                                    | 14(*3)                                    | 24(*2)                                    |                                           |                                           |                                           |                                           |                                           |                                           |                                           |                                           |                                           |                                           |                                           |                                           |                                           |                                           |                                         |                                         |                                         |                                         |                                         |
| 2020-04-01 | 104(*12)                                  | 165(*13)                                  | 30(*1)                                    | 50                                        | 188(*4)                                   | 174(*8)                                   | 63(*2)                                    | 53(*4)                                    | 27(*1)                                    | 68(*3)                                    | 34(*3)                                    | 18(*2)                                    |                                           |                                           |                                           |                                           |                                           |                                           |                                           |                                           |                                           |                                           |                                           |                                           |                                           |                                           |                                         |                                         |                                         |                                         |                                         |
| 2020-04-02 | 76(*9)                                    | 210(*7)                                   | -                                         | 43(*1)                                    | 175(*7)                                   | 157(*15)                                  | 27(*1)                                    | 94(*3)                                    | 22(*1)                                    | 52(*7)                                    | 25(*3)                                    | 10(*3)                                    |                                           |                                           |                                           |                                           |                                           |                                           |                                           |                                           |                                           |                                           |                                           |                                           |                                           |                                           |                                         |                                         |                                         |                                         |                                         |
| 2020-04-03 | 106(*14)                                  | 192(*6)                                   | -                                         | 34                                        | 129(*2)                                   | 119(*16)                                  | 30(*2)                                    | 70(*3)                                    | 15(*2)                                    | 48(*4)                                    | 38(*5)                                    | 14(*1)                                    |                                           |                                           |                                           |                                           |                                           |                                           |                                           |                                           |                                           |                                           |                                           |                                           |                                           |                                           |                                         |                                         |                                         |                                         |                                         |
| 2020-04-04 | 65(*10)                                   | 127(*5)                                   | 46(*4)                                    | -                                         | 40(*3)                                    | 120(*15)                                  | 23(*3)                                    | 33(*2)                                    | 31(*5)                                    | 33(*2)                                    | 50(*6)                                    | 8(*2)                                     |                                           |                                           |                                           |                                           |                                           |                                           |                                           |                                           |                                           |                                           |                                           |                                           |                                           |                                           |                                         |                                         |                                         |                                         |                                         |
| 2020-04-05 | 66(*12)                                   | 67(*9)                                    | 11(*1)                                    | -                                         | 30(*4)                                    | (*9)                                      | 23(*2)                                    | 31(*3)                                    | 14                                        | 15(*3)                                    | 31(*3)                                    | 12                                        |                                           |                                           |                                           |                                           |                                           |                                           | Tabela                                    |                                           |                                           |                                           |                                           |                                           |                                           |                                           |                                         |                                         |                                         |                                         |                                         |
| 2020-04-06 | 38(*12)                                   | 124(*11)                                  | 5(*1)                                     | 101(*1)                                   | 68(*3)                                    | 120(*13)                                  | 9                                         | 36                                        | 12                                        | 66(*3)                                    | 20(*1)                                    | 24(*3)                                    |                                           |                                           |                                           |                                           |                                           |                                           | sendo                                     |                                           |                                           |                                           |                                           |                                           |                                           |                                           |                                         |                                         |                                         |                                         |                                         |
| 2020-04-07 | 53(*9)                                    | 167(*15)                                  | 12                                        | 33(*3)                                    | 129(*4)                                   | 80(*12)                                   | 10(*2)                                    | 55(*2)                                    | 8                                         | 38(*7)                                    | 40(*3)                                    | 25(*2)                                    |                                           |                                           |                                           |                                           |                                           |                                           | atualizada                                |                                           |                                           |                                           |                                           |                                           |                                           |                                           |                                         |                                         |                                         |                                         |                                         |
| 2020-04-08 | 60(*13)                                   | 130(*7)                                   | 24                                        | 28                                        | 88(*5)                                    | 80(*13)                                   | 21(*3)                                    | 58(*4)                                    | 4(*2)                                     | 34(*3)                                    | 27(*1)                                    | 5(*2)                                     |                                           |                                           |                                           |                                           |                                           |                                           | agora                                     |                                           |                                           |                                           |                                           |                                           |                                           |                                           |                                         |                                         |                                         |                                         |                                         |
| 2020-04-09 | 55(*8)                                    | 92(*8)                                    | 11                                        | 34(*1)                                    | 91(*5)                                    | 109(*19)                                  | 12(*2)                                    | 49(*1)                                    | 17                                        | 27(*6)                                    | 30(*1)                                    | 32                                        |                                           |                                           |                                           |                                           |                                           |                                           |                                           |                                           |                                           |                                           |                                           |                                           |                                           |                                           |                                         |                                         |                                         |                                         |                                         |
| 2020-04-10 | 62(*8)                                    | 38(*11)                                   | 13                                        | 28(*1)                                    | 31(*2)                                    | 100(*20)                                  | 13                                        | 40(*4)                                    | 11(*1)                                    | 25(*6)                                    | 10(*3)                                    | 20                                        |                                           |                                           |                                           |                                           |                                           |                                           |                                           |                                           |                                           |                                           |                                           |                                           |                                           |                                           |                                         |                                         |                                         |                                         |                                         |
| 2020-04-11 | 42(*2)                                    | 46(*10)                                   | -                                         | 28                                        | 58(*2)                                    | 36(*4)                                    | 7                                         | 44(*2)                                    | 14                                        | 19(*1)                                    | 38(*4)                                    | 9(*1)                                     |                                           |                                           |                                           |                                           |                                           |                                           |                                           |                                           |                                           |                                           |                                           |                                           |                                           |                                           |                                         |                                         |                                         |                                         |                                         |
| 2020-04-12 | 51(*15)                                   | 29(*7)                                    |                                           |                                           | 17(*4)                                    |                                           | 16                                        | 22(*5)                                    | 4(*1)                                     | 8(*6)                                     | 12(*1)                                    | 9                                         |                                           |                                           |                                           |                                           |                                           |                                           |                                           |                                           |                                           |                                           |                                           |                                           |                                           |                                           |                                         |                                         |                                         |                                         |                                         |
| 2020-04-13 |                                           |                                           |                                           |                                           | 17(*6)                                    |                                           | 11(*1)                                    | 15                                        | 9(*1)                                     |                                           | 13(*1)                                    |                                           |                                           |                                           |                                           |                                           |                                           |                                           |                                           |                                           |                                           |                                           |                                           |                                           |                                           |                                           |                                         |                                         |                                         |                                         |                                         |
| sem data | -                                         | -                                         | -                                         | -                                         | -                                         | -                                         | -                                         | -                                         | -                                         | -                                         | -                                         | -                                         | 63                                        | 25                                        | 43                                        | 74                                        | 12                                        | 30                                        | 12                                        | 4                                         | 64                                        | 9                                         | -                                         | 6                                         | -                                         | -                                         | 748                                     | 10865                                   |                                         |                                         | TOTAL                                   |
| |                                           |                                           |                                           |                                           |                                           |                                           |                                           |                                           |                                           |                                           |                                           |                                           |                                           |                                           |                                           |                                           |                                           |                                           |                                           |                                           |                                           |                                           |                                           |                                           |                                           |                                           |                                         |                                         |                                         |                                         |                                         |
| Infectados | 2869                                      | 4371                                      | 728                                       | 878                                       | 3021                                      | 4560                                      | 466                                       | 1456                                      | 749                                       | 1642                                      | 859                                       | 588                                       | 99                                        | 80                                        | 228                                       | 228                                       | 34                                        | 78                                        | 96                                        | 34                                        | 129                                       | 44                                        | 15                                        | 31                                        | 8                                         | 8                                         | —                                       | —                                       | —                                       | —                                       |                                         |
| Recuperados | 511                                       | 490                                       | N/A                                       | 300                                       | N/A                                       | N/A                                       | 653                                       | N/A                                       | 570                                       | 157                                       | 97                                        | N/A                                       |                                           |                                           |                                           |                                           |                                           |                                           |                                           |                                           |                                           |                                           |                                           | 1                                         |                                           |                                           | —                                       | —                                       | —                                       | —                                       |                                         |
| Mortes | 244                                       | 160                                       | 35                                        | 18                                        | 70                                        | 228                                       | 34                                        | 49                                        | 24                                        | 88                                        | 55                                        | 39                                        |                                           |                                           | 1                                         |                                           | 2                                         |                                           |                                           |                                           |                                           |                                           |                                           |                                           |                                           |                                           | —                                       | —                                       | —                                       | —                                       |                                         |
| Ainda ativos | 2381                                      | 3721                                      | 728                                       | 560                                       | 2934                                      | 4241                                      | 206                                       | 1407                                      | 155                                       | 1397                                      | 707                                       | 549                                       | 99                                        | 80                                        | 227                                       | 228                                       | 32                                        | 78                                        | 96                                        | 34                                        | 129                                       | 44                                        | 15                                        | 30                                        | 8                                         | 8                                         | —                                       | —                                       | —                                       | —                                       |                                         |
| País | TI                                        | GE                                        | GR                                        | AG                                        | ZH                                        | VD                                        | BS                                        | BE                                        | BL                                        | VS                                        | FR                                        | NE                                        | SZ                                        | ZG                                        | SG                                        | LU                                        | AR                                        | JU                                        | TG                                        | SH                                        | SO                                        | NW                                        | GL                                        | UR                                        | OW                                        | AI                                        |                                         |                                         |                                         |                                         |                                         |
| |                                           |                                           |                                           |                                           |                                           |                                           |                                           |                                           |                                           |                                           |                                           |                                           |                                           |                                           |                                           |                                           |                                           |                                           |                                           |                                           |                                           |                                           |                                           |                                           |                                           |                                           |                                         |                                         |                                         |                                         |                                         |
| Notas: ↑ Os cantões estão listados a partir da confirmação do primeiro caso. ↑ Legenda: Nro. de casos no dia (*Nro. de mortes no dia) - As mortes por cantão estarão na tabela dentro de um parênteses e com asterisco. Exemplo de quatro casos e duas mortes no dia: 4(*2) |                                           |                                           |                                           |                                           |                                           |                                           |                                           |                                           |                                           |                                           |                                           |                                           |                                           |                                           |                                           |                                           |                                           |                                           |                                           |                                           |                                           |                                           |                                           |                                           |                                           |                                           |                                         |                                         |                                         |                                         |                                         |

## Cronologia

#### 25 de fevereiro de 2020
- Cantão de Ticino: O primeiro caso na Suiça foi de um homem de 70 anos. Ele foi infectado perto de Milão.[3]

#### 26 de fevereiro de 2020
- Ministro da Saúde Alain Berset anunciou que dez laboratórios estão aptos para efetuar os testes, até ontem somente um laboratório de Genebra era capaz.[166]
- Genebra: Um empregado de TI de 28 anos, de Genebra, que havia retornado recentemente de Milão, testou positivo para coronavirus e foi internado no Hospital Universitário de Genebra.

#### 27 de fevereiro de 2020
- Cantão de Grisões: Duas crianças italianas, que estavam de férias em Graubünden, apresentaram resultado positivo para coronavirus e foram hospitalizadas.
- Cantão de Aargau: Um homem de 26 anos que estava em viagem a negócios a Itália no incício de fevereiro. Neste dia ele foi isolado no Hospital Cantonal de Aarau.
- Cantão de Zurique: Uma mulher de 30 anos que estava em recente viagem a Milão na Itália adoeceu por volta do dia 24 de fevereiro, no dia 27 ela procurou um consultório médico e foi encaminhada ao hospital onde deu positivo para coronavirus. Ela está internada em um Hospital da Cidade de Triemli.
- Cantão de Vaud: Um homem de 49 anos juntamente com sua esposa compareceram ao hospital para efetuar o teste de coronavirus, ele é morador da França mas trabalha em Vaud. O teste dele deu positivo para o coronavirus, mas o da sua esposa no primeiro teste não, então foi enviado para análise em Genebra. O paciente foi isolado.
- Cantão da Basileia-Cidade: Uma jovem que trabalha em uma creche na cidade de Basileia testou positivo para coronavirus, ela esta bem, mas isolada no Hospital Universitário de Basileia. Ela adoeceu após retornar de uma viagem para Milão na Itália. Um outro caso que também deu entrada no hospital é de um amigo dela que também estava na mesma viagem e também adoeceu. Ele retornou para o Cantão da Basileia-Campo e deu positivo no dia seguinte para coronavirus.

#### 28 de fevereiro de 2020
- Cantão de Genebra: Um italiano de 55 anos que mora na França e trabalha em Genebra também apresentou resultados positivos, nos dias anteriores estava trabalhando com cerca de quarenta outros funcionários dessa empresa mas em espaço aberto. Mesmo sem ninguém apresentar os sitnomas, todos foram examinados e testados contra o coronavirus.
- Cantão de Zurique: Um homem de 37 anos que estava em Milão, Itália no dia 19 de fevereiro para uma estadia curta, começou a apresentar os sintomas no dia 23 de fevereiro e no dia 28 de fevereiro ele compareceu ao Hospital da cidade de Triemli onde testou positivo para o coronavirus. Ele foi internado em isolamento. Este caso não tem relação com o primeiro caso nesse cantão.
- Cantão de Berna: Uma mulher de 21 anos da cidade de Bienna retornou recentemente de Milão na Itália deu entrada no dia 27 de fevereiro na emergência do Centro Hospitalar Bienna informando que desde o dia 25 de fevereiro está com uma tosse seca e dor de garganta, mas não teve febre. Ela foi internada em isolamento até que o resultados dos testes confirmaram hoje que ela esta com coronavirus. Até o momento 120 casos suspeitos foram confirmados como negativo no Cantão de Berna.
- Cantão da Basileia-Campo: Um homem de 23 anos, amigo da mulher que deu positivo para o coronavirus no Cantão da Basileia-Cidade no dia de ontem, testou positivo para o coronavirus.
- Cantão de Valais: Um homem com cerca de 30 anos deu entrada ao Hospital Visp onde foram efetuados os testes e confirmou positivo para o coronavirus. Ele foi transferido ao Hospital Sion e quatro membros da sua família foram colocados em quarentena por precaução.

#### 29 de fevereiro de 2020
- Cantão de Grisões: Quatro parentes das duas crianças infectadas no dia 27 de fevereiro deram positivo para o coronavirus, não foi informado o grau de parentesco nem a idade, somente informaram que todos estão em isolamento para tratamento médico e em boas condições de saúde.
- Cantão da Basileia-Campo: Uma mulher de 48 testou positivo para o coronavirus, ela é mãe do homem de 23 anos que foi o primeiro cado no Cantão da Basileia-Campo no dia 28 de fevereiro.

#### 1 de março de 2020
- Cantão de Aargau: Um homemm de 31 anos que trabalha em um jardim de infância, visitou familiares em uma festa no norte da Itália onde provavelmente contratiu o coronavirus ha mais de uma semana, neste período ele trabalhou na creche normalmente antes de apresentar os sintomas da doença. Ele entrou em contato com 44 crianças e 8 professores, que segundo a Serviço Médico Cantonal do Cantão de Aargau (KAD), estão em quarentena doméstica por 14 dias.
- Cantão de Berna: Um jovem colega de classe da primeira infectada em Bienna que frequentou a casa dela no dia 28 de fevereiro testou positivo para o coronavirus, ele está bem de saúde mas ficará isoldao em casa em quarentena domiciliar por 14 dias.
- Cantão de Valais: Um parente do primeiro registro de coronavirus no Cantão de Valais também contraíu o vírus. Ambos estão em isolamento separadamente no Hospital de Sion.
- Cantão de Friburgo: Um homem com cerca de 30 anos do distrito de Gruyères é o primeiro caso confirmado no Cantão de Friburgo, ele retornou recentemente da região da Lombardia na Itália e esta sendo tratado no Hospital Cantonal de Fibourgo.